# Degeränget
Degeränget är ett bostadsområde inom tätorten Piteå, som tidigare var en fristående tätort i Piteå socken och Piteå kommun, mellan Piteå och Öjebyn. Europaväg 4 går genom området.

## Tätorten
1960 avgränsade SCB en tätort med 235 invånare inom Piteå landskommun i vad man då benämnde Degerängen. Från 1967 kom orten att ligga inom Piteå stad som 1971 ombildades till Piteå kommun. 1990 kom tätorten att växa samman med Piteå tätort och från 1995 också med Öjebyns tätort.

### Befolkningsutveckling
| Befolkningsutvecklingen i Degeränget 1960–1980                                     | Befolkningsutvecklingen i Degeränget 1960–1980 | Befolkningsutvecklingen i Degeränget 1960–1980 | Befolkningsutvecklingen i Degeränget 1960–1980 | Befolkningsutvecklingen i Degeränget 1960–1980 |
| ---------------------------------------------------------------------------------- | ---------------------------------------------- | ---------------------------------------------- | ---------------------------------------------- | ---------------------------------------------- |
|                                                                                    |                                                |                                                |                                                |                                                |
| År                                                                                 |                                                |                                                | Folkmängd                                      | Areal (ha)                                     |
| 1960                                                                               | 1960                                           |                                                | 235                                            | 38                                             |
| 1965                                                                               | 1965                                           |                                                | 585                                            | 41                                             |
| 1970                                                                               | 1970                                           |                                                | 599                                            |                                                |
| 1975                                                                               | 1975                                           |                                                | 562                                            |                                                |
| 1980                                                                               | 1980                                           |                                                | 620                                            |                                                |
| Anm.: Namnändring från Degerängen till Degeränget 1965, Sammanvuxen med Piteå 1990 |                                                |                                                |                                                |                                                |